# Оути Ёсиоки
Оути Ёсиоки (яп. 大内義興, 7 апреля 1477 — 29 января 1528) — крупный японский полководец и государственный деятель периода Сэнгоку, 15-й глава рода Оути (1494—1528).

## Биография
Старший сын и преемник Оути Масахиро (1446—1495), 14-го главы рода Оути (1465—1494).
Осенью 1494 года из-за болезни Масахиро отказался от власти в пользу своего 17-летнего старшего сына Ёсиоки, а через год скончался. Оути Ёсиоки стал 15-м главой рода Оути и унаследовал отцовские провинции Суо, Нагато и Ивами. Его резиденцией был город Ямагути в провинции Суо.
В 1499 году Оути Ёсиоки предоставил убежище в своих владениях экс-сёгуну Асикага Ёситанэ, изгнанному из Киото канрэем Хосокава Масамото. Сёгун Асикага Ёсидзуми, ставленник Масамото, приказал князьям острова Кюсю объединить свои силы против Оути Ёсиоки, но они не решились это сделать, опасаясь власти человека, владевшего шестью провинциями.
В 1508 году Оути Ёсиоки собрал большое войско и выступил из родной провинции Суо в поход на Киото, чтобы восстановить власть сёгуна Асикага Ёситанэ. Малолетний канрэй Хосокава Сумимото, приемный сын Масамото, планировал встретить противника в провинции Сэтцу, но силы Ёсиоки были столь велики, что Сумимото не решился вступить с ним в битву и вместе с Миёси Юкинага бежал в провинцию Ава на остров Сикоку. Сёгун Асикага Ёсидзуми бежал из Киото в провинцию Оми у Сасаки Такаёри. Оути Ёсиоки во главе армии вступил в Киото и восстановил власть сёгуна Асикага Ёситанэ и получил от него титул канрэя. Вскоре Ёсиоки потерпел поражение от Хосокава Масаката, родственника Сумимото, и вынужден был бежать в провинцию Тамба.
В 1511 году Оути Ёсиоки, собрав новые силы, вторично выступил в поход на Киото и нанес поражение Хосокава Масаката в битве при Фунаокаяма (к северу от столицы). Его попытки восстановить порядок в государстве были прерваны нападением Амаго Цунэхиса (1458—1541), который вторгся в провинции Бидзэн и Хоки, принадлежавшие Ёсиоки. В 1518 году Оути Ёсиоки отказался от должности канрэя, покинул столицу и вернулся в провинцию Суо, собрал армию и разбил войско Цунэхиса. В 1521 году при посредничестве сёгуна между ними было заключено перемирие. В 1522 году Ёсиоки вступил в провинцию Аки и построил здесь замки Сайдзе и Кагамияма. Амаго Цунэхиса вновь выступил против рода Оути. Он осадил замок Канаяма, но потерпел неудачу, но его вассал Мори Мотонари взял замок Кагамияма.
В январе 1528 года 50-летний Оути Ёсиоки скончался от болезни, ему наследовал старший сын Оути Ёситака (1507—1551), ставший 16-м главой рода Оути.